# Cryptographis subtilalis
Cryptographis subtilalis là một loài bướm đêm trong họ Crambidae.